# Сеймик Куявско-Поморского воеводства
Сеймик Куявско-Поморского воеводства — представительный орган местного самоуправления (региональный законодательный орган) Куявско-Поморского воеводства. Представляет собой однопалатный парламент, состоящий из 30 депутатов, избираемых во время региональных выборов на пятилетний срок. Ныне действует VI созыв сеймика, избранный на региональных выборах в Польше в октябре 2018 года.
Собрания Сеймика проходят в Управлении маршала воеводства в Торуни.

## Избирательные округа
Депутаты сеймика избираются от шести округов сроком на пять лет. У округов нет официальных названий, вместо этого у каждого есть собственный номер и территориальное описание.

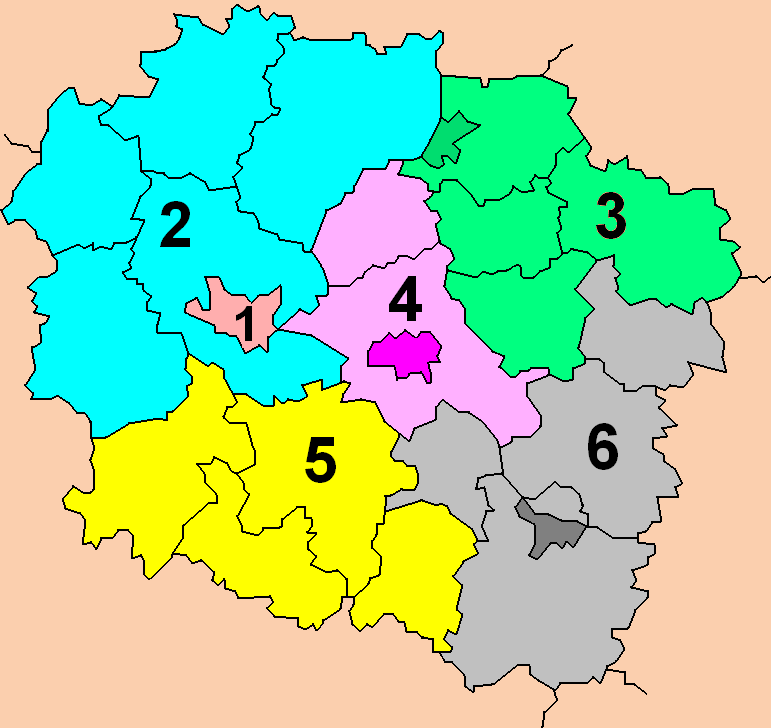
Избирательные округа с 2014 года

| Номер округа | Кол-во мандатов от округа | Города на правах повята, входящие в округ | Повяты, входящие в округ                                       |
| ------------ | ------------------------- | ----------------------------------------- | -------------------------------------------------------------- |
| 1            | 5                         | Быдгощ                                    |                                                                |
| 2            | 5                         |                                           | Быдгощский, Накловский, Семпульненский, Свецкий, Тухольский    |
| 3            | 5                         | Грудзёндз                                 | Бродницкий, Голюбско-Добжинский, Грудзёндзский, Вомбжезненский |
| 4            | 5                         | Торунь                                    | Хелмненский, Торуньский                                        |
| 5            | 5                         |                                           | Иновроцлавский, Могиленский, Радзеювский, Жнинский             |
| 6            | 5                         | Влоцлавек                                 | Александрувский, Влоцлавский, Липновский, Рыпинский            |

## Результаты выборов

### I созыв (1998 — 2002)
| Партия | Партия                           | Количество мандатов | Количество мандатов |
| ------ | -------------------------------- | ------------------- | ------------------- |
|        | Союз демократических левых сил   | 26                  |                     |
|        | Избирательная Акция Солидарность | 15                  |                     |
|        | Социальный Альянс                | 5                   |                     |
|        | Союз свободы                     | 4                   |                     |
| Всего  | Всего                            | 50                  | 50                  |

### II созыв (2002 — 2006)
| Партия | Партия                                         | Количество мандатов | Количество мандатов |
| ------ | ---------------------------------------------- | ------------------- | ------------------- |
|        | Союз демократических левых сил — Уния труда    | 13                  |                     |
|        | Самооборона Республики Польша                  | 8                   |                     |
|        | Лига польских семей                            | 6                   |                     |
|        | Гражданская платформа — Право и Справедливость | 3                   |                     |
|        | Польская народная партия                       | 3                   |                     |
| Всего  | Всего                                          | 33                  | 33                  |

### III созыв (2006 — 2010)
| Партия | Партия                        | Количество мандатов | Количество мандатов |
| ------ | ----------------------------- | ------------------- | ------------------- |
|        | Гражданская платформа         | 11                  |                     |
|        | Право и Справедливость        | 8                   |                     |
|        | Левые и Демократы             | 6                   |                     |
|        | Польская народная партия      | 4                   |                     |
|        | Самооборона Республики Польша | 4                   |                     |
| Всего  | Всего                         | 33                  | 33                  |

### IV созыв (2010 — 2014)
| Партия | Партия                         | Количество мандатов | Количество мандатов |
| ------ | ------------------------------ | ------------------- | ------------------- |
|        | Гражданская платформа          | 16                  |                     |
|        | Союз демократических левых сил | 6                   |                     |
|        | Право и Справедливость         | 6                   |                     |
|        | Польская народная партия       | 5                   |                     |
| Всего  | Всего                          | 33                  | 33                  |

### V созыв (2014 — 2018)
| Партия | Партия                         | Количество мандатов | Количество мандатов |
| ------ | ------------------------------ | ------------------- | ------------------- |
|        | Гражданская платформа          | 14                  |                     |
|        | Польская народная партия       | 10                  |                     |
|        | Право и Справедливость         | 7                   |                     |
|        | Союз демократических левых сил | 2                   |                     |
| Всего  | Всего                          | 33                  | 33                  |

### VI созыв (2018 — 2024)
| Партия | Партия                         | Количество мандатов | Количество мандатов |
| ------ | ------------------------------ | ------------------- | ------------------- |
|        | Гражданская коалиция           | 14                  |                     |
|        | Право и Справедливость         | 11                  |                     |
|        | Польская народная партия       | 4                   |                     |
|        | Союз демократических левых сил | 1                   |                     |
| Всего  | Всего                          | 30                  | 30                  |